# Кононов, Юрий Иванович
Юрий Иванович Кононов (30 октября 1951 — 21 июля 2019) — полковник ВВС России, последний начальник Барнаульского высшего военного авиационного училища лётчиков (занимал пост в 1997—1999 годах), заслуженный военный лётчик Российской Федерации.

## Биография
Родился 30 октября 1951 года в Рыбинске. Окончил Тамбовское высшее военное авиационное училище лётчиков в 1972 году, после окончания училища был распределён в Борисоглебское высшее военное авиационное училище лётчиков.
Служил лётчиком-инструктором в 123-м Жердевском учебном авиационном полку (в/ч 21753). В 1973—1974 годах летал на полевом аэродроме Поворино, занимал должности старшего лётчика-инструкора, командира звена. Занимал также пост командира олка, был заместителем начальника Челябинского ВВАУШ.
С 28 апреля 1997 по 31 марта 1999 года — последний начальник Барнаульского высшего военного авиационного училища лётчиков. В отставку вышел в звании полковника. В дальнейшем занимал пост начальника Учебно-тренировочного центра № 21 аэропорта Внуково.
Последние годы жизни проживал в Раменском, где скончался 21 июля 2019 года. Похоронен там же.

## Награды
- Заслуженный военный лётчик Российской Федерации[3]
- Медаль «60 лет Вооружённых Сил СССР»[5]
- Медаль «70 лет Вооружённых Сил СССР»[5]
- Медаль «За безупречную службу» I, II и III степеней[5]
- Почётная грамота Администрации Алтайского края (29 июля 2019) — за заслуги в деле подготовки кадров для Военно-воздушных сил СССР и Российской Федерации и в связи с 50-летием со дня создания Барнаульского высшего военного авиационного училища летчиков имени Главного маршала авиации Вершинина К.А.